# Кучеров Микита Ігорович
Микита Ігорович Кучеров (рос. Никита Игоревич Кучеров; 17 червня 1993, м. Майкоп, Росія) — російський хокеїст, лівий нападник. Виступає за «Тампа-Бей Лайтнінг» у Національній хокейній лізі.
Вихованець хокейної школи «Білі Ведмеді» (Москва). Виступав за «Червона Армія» (Москва), ЦСКА (Москва), «Квебек Ремпартс» (QMJHL), «Руен-Норанда Хаскіс» (QMJHL), «Тампа-Бей Лайтнінг», «Сірак'юс Кранч» (АХЛ).
Станом на лютий 2023 року провів в чемпіонатах НХЛ — 610 матчів (265+423), у турнірах Кубка Стенлі — 136 матчів (52+102).
У складі молодіжної збірної Росії учасник чемпіонатів світу 2012 і 2013. У складі юніорської збірної Росії учасник чемпіонату світу 2011.

## Досягнення
- Володар Кубка Харламова — 2011.
- Срібний призер молодіжного чемпіонату світу (2012), бронзовий призер (2013)
- Бронзовий призер юніорського чемпіонату світу (2011).

## Нагороди
- Найкращий нападник юніорського чемпіонату світу — 2011.
- Володар Нагороди Теда Ліндсея — 2019, 2025.
- Володар Трофею Арта Росса — 2019, 2025.
- Володар Трофею Гарта — 2019.
- Володар Кубка Стенлі — 2020, 2021.
- Друга команда всіх зірок НХЛ — 2020.
- Перша команда всіх зірок НХЛ — 2025.